# كيم جين سيل
كيم جين سيل مواليد 1 أكتوبر 1994، هي لاعبة كرة يد كورية جنوبية تلعب كجناح أيمن. مثلت منتخب كوريا الجنوبية لكرة اليد للسيدات.

## سجل المنافسة
شاركت في البطولات التالية:
- بطولة العالم لكرة اليد للسيدات 2015